# Pelekium minutulum
Pelekium minutulum là một loài Rêu trong họ Thuidiaceae. Loài này được (Hedw.) Touw mô tả khoa học đầu tiên năm 2001.